# Boosterism

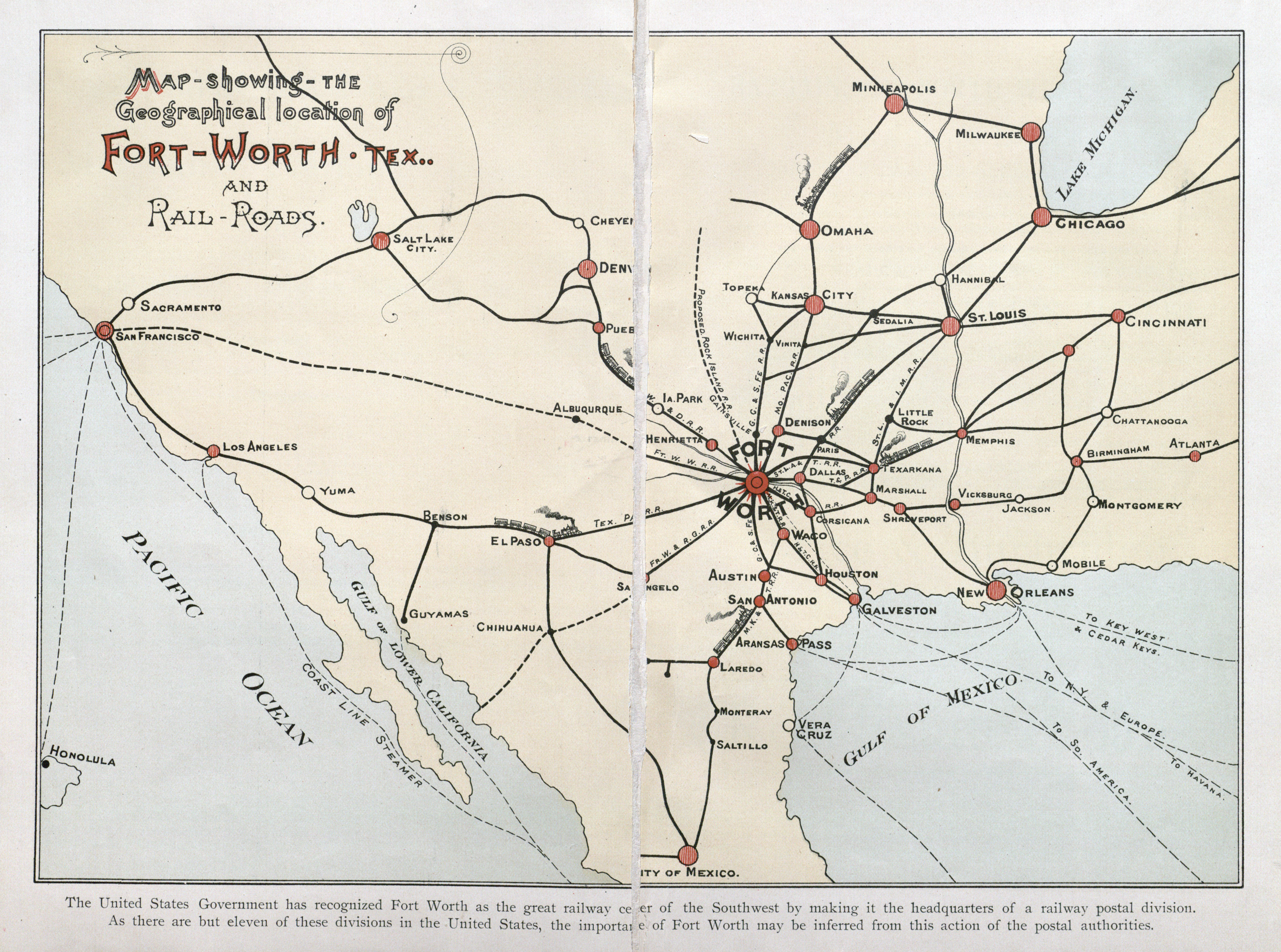
Map – showing – the Geographical location of Fort-Worth, Tex., and Rail-Roads, 1888.

Le boosterism est un terme anglais désignant la promotion d’une ville ou d’une organisation en vue d’améliorer la perception publique de celle-ci. Il a été parfois associé aux petites villes américaines. Le boosterism est aussi mentionné dans le cadre politique, en particulier par rapport à des politiques ou des événements controversés.